# Cecilie Mørch Hansen
Cecilie Mørch Hansen (født 8. December 1993) er en dansk håndboldspiller som spiller i Skanderborg Håndbold i Damehåndboldligaen. Hun har tidligere spillet for ligaklubberne Aarhus United, EH Aalborg, Ringkøbing Håndbold, Kristrup Boldklub, Randers HK, Vejen EH og norske Halden HK.